# Karen Orren
Karen Orren (nascida em 1942) é uma cientista política americana, conhecida por sua pesquisa sobre instituições políticas e movimentos sociais americanos, analisados em perspectiva histórica, e por ajudar a estimular o estudo do desenvolvimento político americano.

## Biografia
Orren formou-se bacharel pela Universidade de Stanford, com especialização em antropologia e ciência política. Ela então frequentou a escola de pós-graduação na Universidade de Chicago, concluindo seu mestrado em ciência política em 1965 e seu doutorado em 1972. Sua tese de doutorado examinou a política de seguro de vida em Illinois. Orren é professora de ciência política na UCLA, onde leciona desde 1969.
A pesquisa de Orren considera questões políticas em contextos históricos mais amplos e no contexto de mudança institucional. Em seu primeiro livro, Corporate Power and Social Change (1974), ela estudou o investimento corporativo em habitação ao longo de um século para iluminar a gama de possíveis relações de autoridade entre governo e empresas e explicar a forma predominante. Em Feudalismo Tardio (1991), Orren derrubou a proposição hartziana de que a história americana é caracterizada pela "ausência de feudalismo", por meio de uma investigação do prolongado confronto do movimento trabalhista com as antigas leis de senhor e servo. Em 1993, o Feudalismo Tardio ganhou o Prêmio J. David Greenstone de melhor livro de política e história, concedido pela American Political Science Association (APSA). Em 1998, Orren ganhou o Prêmio Franklin L. Burdette pelo melhor artigo apresentado na reunião anual da APSA do ano anterior.
Orren colaborou frequentemente com Stephen Skowronek, incluindo a fundação da revista acadêmica Studies in American Political Development em 1986 e a coautoria dos livros The Search for American Political Development (2004) e The Policy State: An American Predicament (2017).  Através de seu trabalho, Orren e Skowronek promoveram significativamente o crescimento do desenvolvimento político americano (ou APD) como um subcampo distinto dentro da disciplina da ciência política . Nos últimos anos, Orren tem se concentrado cada vez mais no estudo da Constituição dos EUA. Em 2018, ela coeditou The Cambridge Companion to the United States Constitution.
Orren foi presidente da Seção de Política e História da APSA de 1995 a 1996 e de 2007 a 2009 foi co-editor da American Political Science Review. Em 2006, ela foi selecionada para ministrar a UCLA Faculty Research Lecture, uma honra reservada para "os acadêmicos mais ilustres da universidade".  